# رود بلیانکا
رود بلیانکا (روسی: Белянка) یک رودخانه در یاقوتستان کشور روسیه است.